# Atteinte au droit d'auteur
L’atteinte au droit d'auteur désigne, de façon générale, les nuisances portées à la propriété intellectuelle. Aller à l’encontre des intérêts moraux et matériels de l'auteur est ainsi passible d'une action en responsabilité pénale et civile.
L’ordre juridique attribue une valeur « maximale » et une « large protection » à la propriété intellectuelle.

## Fondement du droit d'auteur
Le droit d'auteur est une composante de la propriété intellectuelle. En restreignant les usages licites des œuvres à l’acquittement de droits, il autorise les transactions et la fixation des prix dans une économie de marché. « Ainsi le droit au sens d'instance juridique crée cette valeur en permettant de faire de l'objet immatériel un objet d'échange ». Dans la pratique, « à quelques exceptions près, peu d’auteurs vivent de leurs droits ».
Le droit d'auteur accorde sur l’immatériel deux types de prérogatives distincts : le droit moral, et les droits patrimoniaux, qui sont limités dans le temps, et qui permettent d'autoriser ou d'interdire l'utilisation d'une œuvre de l'esprit. L'utilisation d'une œuvre, en dehors du champ des exceptions légales, nécessite ainsi une autorisation de son auteur, et généralement une contrepartie financière qui permet la rémunération des efforts de l'auteur. Comme le résume Bernard Edelman, « l’auteur jouit de privilèges exorbitants ».
Pour favoriser la diffusion de son œuvre, un auteur peut céder ou concéder ses droits patrimoniaux à un tiers qui dispose des moyens nécessaires en assurer l'exploitation commerciale. En France, cette valorisation des droits peut se faire de façon individuelle, par contrat avec un exploitant (éditeur, producteur…) et par gestion collective, via une société d’auteurs.
Le droit moral de l'auteur, ne peut être cédé, il est « perpétuel, inaliénable et imprescriptible ».
Le droit anglo-saxon fondé sur le système du copyright obéit à des principes différents. Tout d’abord, les droits d’auteurs ne se sont pas nécessairement attribués à l’auteur : ils peuvent revenir à l'employeur ou au commanditaire. Ensuite, le copyright ignore le droit moral (paternité, divulgation…). Cependant, cette distinction tend à s’amenuiser au fil du temps, : le droit moral est pris en compte par plusieurs États américains tandis que la législation française peut en limiter certains effets.
En amont de cette propriété, un individu ou une entreprise dispose d’un « arsenal juridique » afin de protéger sa création : secret d’entreprise, clauses spécifiques de confidentialité avec les employés… et brevet. Outils qui peuvent ensuite compléter la protection accordée par le droit d'auteur.

## Caractéristiques juridiques

### Étendue du droit d'auteur
L'atteinte au droit d'auteur est indépendante du modèle de distribution et concerne également les œuvres publiées sous licence libre. Ainsi, en France, la validité et la force obligatoire de la licence publique générale GNU ont été reconnues par la cour d'appel de Paris qui a sanctionné un prestataire pour avoir fait disparaître les copyrights d'origine ainsi que le texte de la licence GNU/GPL.

### Actes de contrefaçon
En droit, les différentes atteintes au droit d'auteur sont appelées des contrefaçons, bien que le langage courant utilise divers termes comme le plagiat, le vol ou la piraterie. Elles consistent, d’un point de vue matériel, en :
- la reproduction totale ou partielle de l'œuvre, « par quelque moyen que ce soit »[8]. Les menues dissemblances entre l’original et la copie qui peuvent exister ne suffisent alors pas à caractériser la licéité de la reproduction. Il serait alors « trop facile d'ajouter quelques petites touches personnelles pour prétendre fait œuvre de création »[Vivant-Bruguière 3].
- la représentation non autorisée, par exemple par des hyperliens. En droit américain, la technique embedded link ne constitue pas une contrefaçon. À plusieurs reprises[9], des sociétés hébergeant seulement des hyperliens ont été relaxées. « En effet, pour le juge américain ce qui compte n’est pas la vitrine mais la source de l’œuvre communiquée »[10]. A contrario, la Cour de cassation française a confirmé que le système de « représentation directe »[11] proposé par Google Vidéos s’apparentait à une contrefaçon, puisque l’utilisateur pouvait visionner le film tout en restant, du moins en apparence, sur les pages Google.
- et la diffusion, en dehors du cadre légal prévu par l’INPI et l’édition, qui concerne désormais, au-delà du livre sous format papier, d'autres supports tels les disques, les films, le multimédia, les cédéroms…

Les atteintes au droit moral de l'auteur sont également qualifiées de contrefaçons. Elles peuvent résulter :
- de la divulgation non autorisée d'une œuvre, même abandonnée[12] ;
- du non-respect de l’œuvre, par « toute altération ou modification, quelle qu'en soit l'importance »[13] ;
- ou du non-respect de l'auteur, qui « a le droit d'exiger la mention de son nom et de sa qualité ou, au contraire, de les taire en requérant l'anonymat ou en utilisant un pseudonyme »[14].

Corollaire de la double dimension, civile et pénale, du délit de contrefaçon, la mauvaise foi du prévenu est présumée ! » : « En somme, l'intention délictueuse est requise mais nul besoin de l'établir.

### Harmonisation du droit d’auteur à travers le monde
Au cours du XIXe siècle, de nombreux États, à la suite de l'Angleterre, de la France ou encore des États-Unis, se dotent d'une législation protectrice des auteurs et des œuvres de l'esprit. Malgré l’harmonisation assez complète organisée par Convention de Berne de 1886, des disparités continuent d’exister entre les États. Ainsi, le Que sais-je ? « La contrefaçon » de 1986 dénonce le « vide juridique » et « l’absence de volonté internationale » ». Ces mentions sont absentes de l’édition de 2006 qui évoque au contraire « un droit commun de la propriété littéraire et artistique que l’on voit s’appliquer dans la très grande majorité des pays.
En Europe, le droit communautaire de 1991 à 2001 organise l’harmonisation tout en laissant en principe aux États membres une certaine liberté dans la transposition des directives. En mai 2011, la commission européenne a proposé l’élaboration d’un code global européen du droit d’auteur afin de poursuivre cette harmonisation.

### Action civile
Historiquement, le droit civil permet de faire cesser le trouble causé par la contrefaçon, via sa fonction « restitutive », sans avoir à en prouver la faute.
Ce pouvoir a été renforcé en 2004 par LCEN. Celle-ci crée indirectement une obligation de suppression des contenus manifestement illicites à la charge de l'hébergeur, puisqu'en l'absence de suppression, celui-ci devient alors directement responsable des contenus mis en ligne. La jurisprudence a d’abord donné « un caractère très général à l'obligation de suppression, sans prise en compte de limites techniques ou temporelles ». Cette obligation figure au sein de la directive européenne sur le commerce électronique et au sein du code de la propriété intellectuelle. L’action en justice en 2010 du SNEP qui conduit à la suppression des termes Torrent, Megaupload et RapidShare des suggestions proposées par Google, témoigne du recours « privilégié par les titulaires de droits » à cette procédure. En 2012, la Cour de cassation a néanmoins considéré, en cohérence avec les deux arrêts SABAM rendus par la Cour de justice de l'Union européenne en novembre 2011, que cette obligation était disproportionnée.
L’action civile permet également la réparation des préjudices matériels et moraux subis.

### Sanctions pénales en France
Les peines privatives de liberté, en matière de contrefaçon dans le droit pénal en France, ont été alourdies : depuis 2004, la contrefaçon est punie de « trois ans d'emprisonnement et de 300 000 € d'amende ». Par ailleurs, la loi Perben II a prévu une circonstance aggravante lorsque la contrefaçon est commise en bande organisée.
Les amendes vont de 300 000 € à 500 000 € (en cas de commission des infractions en bande organisée) ou 600 000 € (si récidive). Par ailleurs, le juge peut condamner la personne morale à 1 500 000 € d'amende (le quintuple de l'amende prévue pour les personnes physiques).
En 2006, la loi DADVSI devait introduire une incrimination spécifique pour les internautes participant à un système d'échange de fichiers de pair-à-pair (P2P). Le Conseil constitutionnel censure la proposition au motif de l’égalité devant la loi, ce qui est « unanimement approuvée par la doctrine ».
La France est le premier pays européen à légiférer directement sur la question des échanges de fichiers sur Internet. La loi du 12 juin 2009, dite « Hadopi 1 », mit en place une autorité administrative indépendante, la Haute Autorité pour la diffusion des œuvres et la protection des droits sur internet, ayant pour mission de décourager les internautes d'utiliser leur accès internet pour télécharger des contenus illicites en leur adressant des messages d'avertissements, procédé dit de « réponse graduée ». La disposition prévoyant la suspension de l'accès internet pour une durée d’un an maximum, assortie d'une interdiction pour l'usager de souscrire un nouvel abonnement, initialement censurée le Conseil constitutionnel fut réintroduite et confiée à l'autorité judiciaire par la loi du 28 octobre 2009, dite « Hadopi 2 ». Après une nouvelle censure du Conseil constitutionnel, la loi Hadopi 2 fut complétée en 2011 afin de permettre au parquet de recourir à la procédure simplifiée de l'ordonnance pénale.
« Partant d'une volonté affichée de privilégier la pédagogie et la prévention, le législateur a finalement abouti à un dispositif à fort potentiel répressif dû principalement à la possibilité de cumuler sanctions administratives et pénales ». Cependant, face aux techniques d’anonymat et aux nouveaux modes de partage des œuvres sur internet, tels les plates-formes de téléchargement direct ou de streaming, la « réponse graduée » d’Hadopi peut apparaître « manifestement inadaptée ». Certains théoriciens n’hésitant pas à faire preuve d’ironie au sujet de la première condamnation permise par Hadopi : un tribunal de police a attribué une amende de 150 € pour « absence de sécurisation » à l’attention d’un « redoutable pirate » qui avait laissé sa femme utiliser son ordinateur et télécharger une chanson de Rihanna, prononçant ainsi un « jugement humain, exemplaire et socialement utile ».
Par ailleurs, afin de personnaliser la répression, le juge dispose de peines complémentaires : la confiscation des œuvres, des recettes éventuelles et du matériel « spécialement installé en vue de la réalisation du délit » et la fermeture temporaire ou définitive de l'établissement ayant servi à commettre l'infraction. Cette dernière mesure qui va à l'encontre du droit à l'emploi semble néanmoins peu pratiquée.

## Moyens d'infraction
La démocratisation et les évolutions des outils de duplication de l'information a conduit le droit d’auteur a s’adapter. En effet, « la technique, en offrant de nouvelles possibilités de diffusion des œuvres, a révélé le besoin de protection ».

### Imprimantes et photocopieuses
L'imprimerie, en permettant la reproduction aisée et en nombre des livres, révèle le droit d’auteur,. La diffusion des livres conduit ainsi, aux XVe et XVIe siècles, aux premières législation protectrices en Italie et en Angleterre. Cependant, l'imprimerie est longtemps restée l'apanage de professionnels. Ce n'est qu'avec l'apparition des photocopieuses et des imprimantes pour ordinateur personnel que la reprographie se démocratise et conduit à un essor des travaux dans le domaine du droit d’auteur, notamment dans le cadre de la Law and Economics.
Bien que tout à fait légale pour un usage privé, la photocopie est souvent utilisée dans le milieu éducatif pour dupliquer l’extrait d’un ouvrage. Les éditeurs, qui font valoir les protections accordées par le Code de la propriété intellectuelle, qualifient cet usage de photocopillage afin de le connoter négativement. En France, les poursuites engagées contre des enseignants à ce titre sont cependant rares ou inexistantes,.
Dans le cadre du droit de reproduction (cession légale contre rémunération), la loi du 3 janvier 1995, a consacré un droit de reproduction par reprographie « forcé » confié à une société de gestion collective, le Centre français d'exploitation du droit de copie. Ainsi, les enseignants peuvent copier jusqu’à 10 % d’un livre ou d’une partition musicale et 30 % d’un journal ou d’une revue, contre une redevance versée par leur établissement.
Avant 2009, le droit de citation permettait aux enseignants de faire des emprunts partiels dans un but didactique, à titre d'illustration. La loi DADVSI prévoit une « exception pédagogique » équivalente entrée en vigueur le 1er janvier 2009.

### Magnétoscopes et magnétophones
« L’apparition de chacune de ces techniques a d’abord été perçue comme une menace par les professionnels, les « industriels de la culture », avant qu’ils ne s’en emparent ».
Au début de la commercialisation des magnétoscopes (1984), Sony s'était vu intenter un procès par les principales maisons de productions (appelées également majors) qui estimaient les enregistrements vidéo illégaux.
La Cour Suprême des États-Unis les avait déboutés et avait donc rendu l'enregistrement licite. Le même problème s'était posé concernant le magnétophone et avait abouti au même résultat.
La copie privée avait donc été établie licite, seule la reproduction à des fins commerciales ainsi que la diffusion dans des lieux commerciaux devaient donner lieu à une rétribution directe des ayants droit.
En France, dans les années 1980, les tribunaux ont condamné à plusieurs reprises l'enregistrement d'une œuvre audiovisuelle sur un support magnétique et sa commercialisation, ainsi que sa représentation hors du cercle de famille.

### Outils numérique et Internet
Internet permet, contrairement aux moyens techniques exposés précédemment, de diffuser à grande échelle des œuvres culturelles. L’IFPI, un organisme mondial de défense des intérêts de l’industrie du disque et de lutte contre la contrefaçon, retirerait chaque année plusieurs millions de liens de téléchargement illégal vers des fichiers musicaux : 7 millions en 2010, 15 millions en 2011 et 16 millions en 2012. Selon une étude critiquée, menée par Thomson et Advestigo (une société française de surveillance des réseaux P2P) pour le compte de l’ALPA, un organisme privé qui poursuit les atteintes au droit d’auteur sur Internet, près de 450 000 téléchargements illégaux de films récents étaient effectués chaque jour en 2008 sur les principaux réseaux de P2P, soit presque autant que le nombre d’entrées dans les salles de cinéma françaises.
Le numérique permet une copie exacte.

#### Popularisation avec le pair-à-pair
Le P2P désigne entre autres un système d’échange de données d'ordinateur à ordinateur, de particulier à particulier. Chaque ordinateur y joue à la fois le rôle de client et de serveur, selon une architecture décentralisée.
La démocratisation des outils dans les années 2000, tels que Kazaa, eMule ou Bittorrent, pousse les ayants droit des auteurs à agir en justice et à dénoncer « un vaste pillage des œuvres». La MPAA, association fédérant plusieurs studios américains, déclarait ainsi en 2003 plus de 3,5 milliards de dollars de pertes annuelles dues au téléchargement illégal. En 2005, aux États-Unis, la Cour suprême donne raison à plusieurs industriels du disque et du cinéma après que la Cour fédérale de district de Californie ait rejeté leurs plaintes. Cependant, en parallèle, aux Pays-Bas et au Canada, plusieurs décisions de justice confirmèrent à la même époque que le téléchargement n'était pas répréhensible en soi.
En France, à partir de 2004, les juges condamnèrent l’échange illicite de fichiers par P2P. Après que les groupes américains Warner, 20th Century Fox et Walt Disney se soit constitués parties civiles auprès de la Sacem, 6 internautes écopèrent en 2004 de un à trois mois de prison avec sursis, et à verser entre 2 000 € et 5 800 € de dommages et intérêts aux différentes parties civiles (société d’auteurs, syndicats professionnels, sociétés de production et d’édition). En 2005, plusieurs internautes utilisant des réseaux P2P furent condamnés : 3 000 € euros d’amende avec sursis et 10 200 € euros de dommages et intérêts pour échanges de morceaux musicaux via Direct Connect ; 1 500 € à 5 000 € d’amende avec sursis et 14 700 € au total de dommages et intérêts pour 4 internautes ayant téléchargé en P2P des fichiers vidéo, musicaux et des jeux informatiques ; 300 € à 500 € et 2 500 € à 8 000 € de dommages et intérêts pour téléchargement de films et musiques via Kazaa et e-Mule ; respectivement 2 mois d’emprisonnement avec sursis ainsi que 1 300 € de dommages et intérêts, et 2 000 € d’amende accompagnés de 2 200 € de dommages et intérêts pour deux internautes ayant mis à disposition quelque 1 000 fichiers musicaux sur les réseaux P2P. La décision des juges de Bayonne distingua la mise à disposition (upload) du téléchargement (download), en estimant que ce dernier pouvant bénéficier de l’exception de copie privée, mais retinrent la culpabilité au motif que « le prévenu ne pouvait ignorer qu’il partageait ses fichiers ».
Par un jugement du 12 novembre 2013, le tribunal correctionnel de Thionville a condamné un jeune homme de 21 ans, créateur d'une plate-forme de téléchargements illégaux, le site forumddl, à une peine de dix ans d'emprisonnement avec sursis et à verser un million d'euros de dommages-intérêts à divers ayants droit : 165 000 € pour la 20th Century Fox, 200 000 € pour la société Warner, 143 000 € pour Walt Disney Pictures, 100 000 € pour Columbia Pictures, 270 000 € pour la Sacem et 154 000 € pour l'ALPA).

#### Freebooting
Dans le domaine du droit d'auteur, le freebooting consiste à re-télécharger un contenu sur un autre site en prétendant être l'auteur de ce dernier sans l'autorisation de l'auteur. La plupart du temps, pour récupérer les revenus grâce à la monétisation du contenu copié,.

#### Extension à toutes les techniques
Les arguments techniques selon lesquels certains procédés ne permettrait que le visionnage ou l’écoute en ligne, sans conduire à un téléchargement comme les réseaux P2P sont généralement rejetés par les législations.
En France, la Cour de cassation a confirmé la condamnation de Radio.blog qui mettait à disposition des œuvres protégées sans autorisation.

## Actions pour réduire le partage d'œuvres sans autorisation
Pour réduire la reproduction et le partage d'œuvres culturelles sans accord des ayants droit, les majors du disque et du cinéma ont plusieurs solutions à leur disposition. La première consiste à faire appel à des sociétés de statistiques pour qu'elles placent des serveurs espions sur les systèmes pair à pair comme eMule. Les logiciels se connectent automatiquement à tous les serveurs placés dans leur liste, et donc aux serveurs espions, pour envoyer leurs statistiques de téléchargement et la liste des fichiers mis en partage. Cela permet d'épingler des internautes en flagrant délit pour ensuite les assigner en justice.
Une autre possibilité, qui retourne le système contre les adeptes du pair à pair, est de faire appel à d'autres sociétés pour qu'elles fabriquent et polluent les réseaux avec de faux fichiers (des fakes), ce qui peut avoir comme effet de décourager les téléchargeurs et les résigner à se tourner vers les plates-formes ayant conclu des accords avec les ayants droit qui proposent du contenu sûr et de qualité. Cependant, il ne reste que peu ou plus de société spécialisée dans ce genre d'actions car celles qui existaient ont fait faillite.
Enfin la lutte contre la distribution sans autorisation de fichier implique la constitution d'une offre alternative de téléchargement autorisée et concurrentielle en termes d'abondance, de prix et de confort d'usage. Les offres de vidéo à la demande à la disposition des consommateurs se densifient avec des catalogues de plusieurs milliers de titres. En musique, les modèles de téléchargement illimité se multiplient.

### Outils techniques de lutte contre la copie
Il existe différents moyens techniques de lutte contre la reproduction non autorisée des œuvres, en particulier sur le pair à pair et sur les sites de partage de vidéos tels que YouTube par exemple.
Les tatouages numériques sont des empreintes visibles ou cachées qui permettent de tracer la provenance d'un fichier numérique, afin d'identifier la source initiale d'une copie. les tatouages numériques invisibles sont par exemple utilisés lors de la diffusion restreinte des films (avant leur sortie) pour tracer individuellement le devenir des copies confiées sous conditions de confidentialité. Ils permettent de produire autant de versions d'un même fichier numérique qu'il existe de distributions, afin de tracer le devenir d'un fichier donné (à condition qu'il ne soit pas altéré par la suite).
Les mesures de gestion numérique des droits (DRM en anglais pour digital rights management) ont pour objectif de rendre la lecture impossible en dehors des conditions prévues, en utilisant des techniques de chiffrement. Autant ces techniques sont efficaces dans le cadre de matériels spécifiques (lecteurs propriétaires par exemple), autant il est difficile de les appliquer dans le cadre de réseaux ouverts comme Internet.
Les techniques de prise d'empreintes ("fingerprinting" en anglais) permettent de créer une empreinte numérique des fichiers protégés. Cette empreinte est par la suite utilisée pour identifier les contenus proches du contenu initial constituant une copie du fichier original. Cette reconnaissance de contenu est complexe, en particulier dans le cas des vidéos, pour lesquelles la vidéo originale peut avoir subi toutes sortes de transformations ne remettant pas en cause le fait qu'il s'agit d'une copie non autorisée : extrait, changement de la résolution, flou, camcording (enregistrement à l'aide d'une caméra vidéo lors d'une projection dans une salle de cinéma), légère rotation, inserts dans la vidéo…